# Argonay

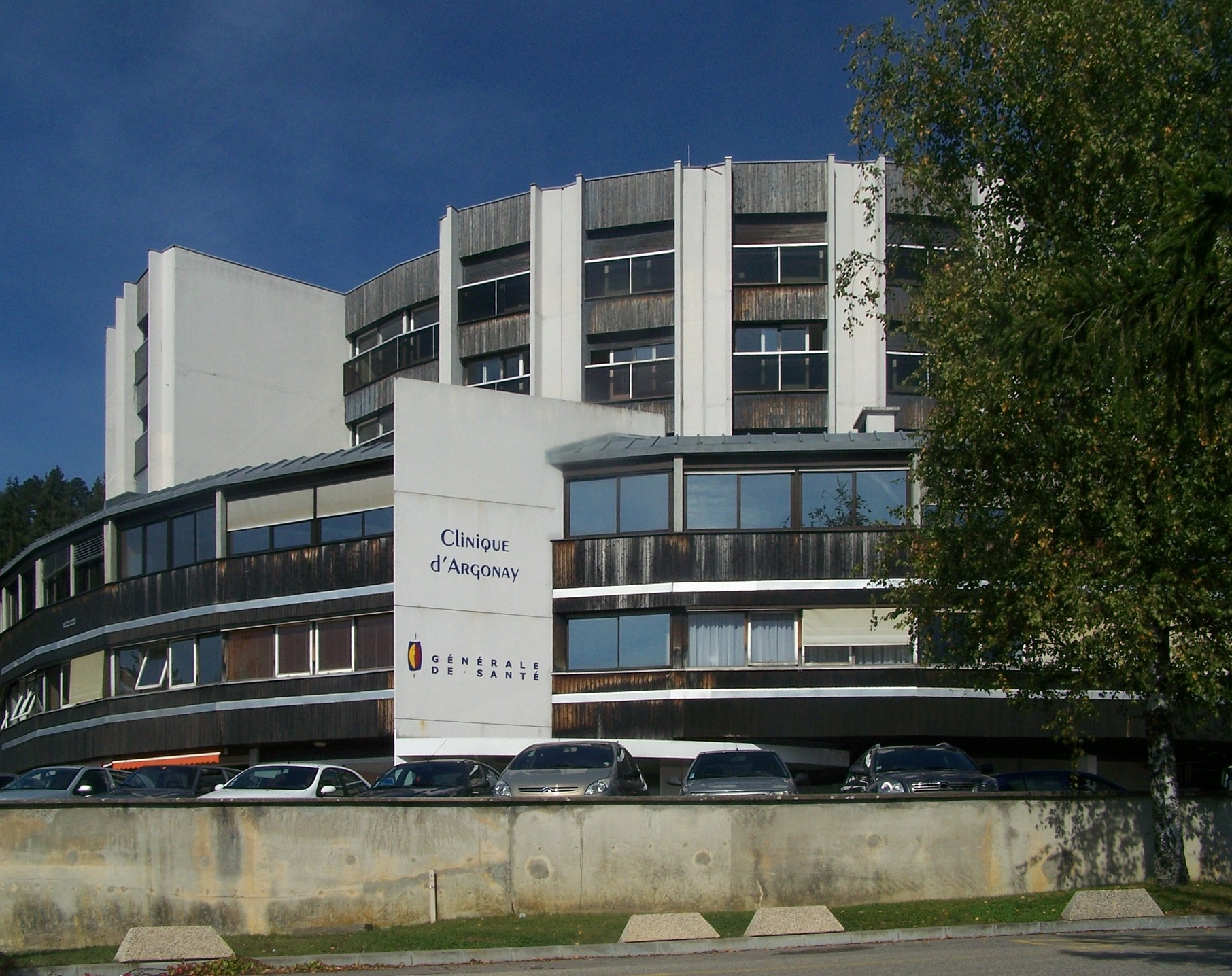
Klinika, 2007

Argonay – miejscowość i gmina we Francji, w regionie Owernia-Rodan-Alpy, w departamencie Górna Sabaudia.
Według danych na rok 1990 gminę zamieszkiwało 1520 osób, a gęstość zaludnienia wynosiła 295 osób/km² (wśród 2880 gmin regionu Rodan-Alpy Argonay plasuje się na 563. miejscu pod względem liczby ludności, natomiast pod względem powierzchni na miejscu 1504.).